# هاوارد تيرنر
هاوارد تيرنر (بالإنجليزية: D. H. Turner)‏ (و. 1931 – 1985 م) هو أمين مكتبة، ومختص في المتاحف ‏، وأمين متحف، ومؤرخ الفن، وأستاذ جامعي  بريطاني، ولد في نورثامبتون، توفي عن عمر يناهز 54 عاماً.

## التعليم
تعلم في مدرسة هرو، وتعلم في Winchester House School ‏، وتعلم في كلية هيرتفورد
.